# Кильмухаметов, Тимергали Абдулгалимович
Тимергали Абдулгалимович Кильмухаметов (19 декабря 1941 — 2 мая 2021) — писатель, литературовед. Член Союза писателей СССР (1973). Заслуженный деятель науки РБ (1997), почётный работник высшего профессионального образования РФ (2001). Лауреат премии им. М.Уметбаева (2005) и Зайнап Биишевой. Доктор филологических наук, профессор.

## Биография
Родился 19 декабря 1941 года на станции Серово (Фуркат) Багдадского района Ферганской области Узбекской ССР. Окончив школу, работал в колхозе имени «Фрунзе» Кармаскалинского района Башкирской АССР и секретарём комсомольской организации.
В 1962—1967 годах учился в Башкирском государственном университете (ныне Уфимский университет науки и технологий), в 1967—1970 годах — в аспирантуре Московского государственного университета. Защитил кандидатскую диссертацию, в 1992 году — докторскую в МГУ.
После окончания аспирантуры работал доцентом кафедры башкирской литературы и фольклора, а с 1992 по 2014 год — зав. кафедрой журналистики Башкирского государственного университета (ныне Уфимский университет науки и технологий), профессор (1994).

## Творческая деятельность
Писать начал во время учёбы в Башкирском государственном университете (ныне Уфимский университет науки и технологий). Печатался в газете «Совет Башкортостаны». Первый сборник рассказов «Цвет звезды» был издан в 1968 году. Его повести и рассказы вошли в сборники «Голубое копытце» («Күк тояҡҡай») (1972), «Люди на пригорке» (1976) «Забвению не подвластно» («Хаҡлыҡ үлмәй») (1991), «Душенька моя» («Йәнкиҫәк») (2001).
Работает в области литературоведения и литературной критики, изучал вопросы поэтики башкирской драматургии, методологии литературной критики, теории и истории башкирской литературы.
Издал монографии «Драматургия Мустая Карима. Своеобразие жанровой эволюции» (1979), «Поэтика башкирской драматургии» (1995, 2008), «Жанры и рубрики в газете „Йэшлек“» (в соавторстве, 1999), книги: «Поэтика башкирской трагедии» (1983), «Драматургия и драматурги» (1986), «Сила народности» (1998), «Причудливые связи литературы» (2005). В 1991, 1992, 2016 г.г. был издан избранные произведения в трёх томах. В 2014 году Сибайский театр драмы имени Арслана Мубарякова по его пьесе выпустил спектакль «Счастье», который был хорошо принят зрителями.
Тимергали. Кильмухаметов является одним из авторов «Башҡорт әҙәбиәте тарихы» (1990—1996; «История башкирской литературы»).

## Награды и звания
- Почётная Грамота Президиума Верховного Совета Республики Башкортостан (1992).
- Заслуженный деятель науки Республик Башкортостан (1997).
- Почётный работник высшего профессионального образования Российской Федерации (2001).
- Премии имени Мухаметсалима Уметбаева и Зайнаб Биишевой.

## Книги
- Драматургия hәм драматургтар. Өфө, 1986;
- Драматургия Мустая Карима. — Уфа: Китап, 1979.
- Поэтика башкирской трагедии — Уфа: Китап, 1983.
- Вопросы поэтики башкирской трагедии. — Уфа: Китап, 1984.
- Поэтика башкирской драматургии. — Уфа, 1995.
- Голубое копытце. — Уфа, 1972;
- Люди на выступах. — Уфа, 1976.
- Забвению не подвластно: Повести, рассказы / Тимергале Кильмухаметов, 315, с. 20 см, Уфа Башкирское кн. изд-во 1991.